# Belm
Belm is een gemeente in de Duitse deelstaat Nedersaksen, gelegen in het Landkreis Osnabrück. De  gemeente telt 13.935 inwoners. Naburige steden zijn onder meer Osnabrugge, waarvan Belm eigenlijk een voorstadje is,  Bad Essen, Bad Iburg en Bad Laer.

## Kernen
De gemeente omvat de volgende kernen:
- Belm
- Haltern, ten oosten van Belm
- Icker, ten noorden van Belm
- Powe, direct tegen de noordrand van Belm aan
- Vehrte, ten noorden van Belm en ten oosten van Icker

## Ligging en infrastructuur
De belangrijkste verkeersweg in Belm is de Bundesstraße 51, die in een moderne rondweg, in een gemeenschappelijk traject met de Bundesstraße 65 noordelijk om Belm heen loopt. Ten zuidwesten van Belm takt deze weg aan op diverse Autobahnen rondom Osnabrück, waaronder de A30 Berlijn- Nederlandse grens bij De Lutte.
Door de gemeente loopt de spoorlijn Wanne-Eickel - Hamburg, maar er zijn sinds de jaren 1970 geen stations meer. Er bestaan streekbusverbindingen met Bad Essen en Osnabrück. Er zijn vergevorderde, ook door de regionale politiek gesteunde plannen, om in Vehrte, gemeente Belm en in Ostercappeln nieuwe spoorweghaltes voor reizigersverkeer te bouwen. Vanaf 2025 moeten de stoptreinen Osnabrück- Bremen v.v. beide dorpen weer aandoen. Tot die tijd zijn openbaar-vervoerreizigers aangewezen op de streekbus. Vooralsnog is de gemeente Belm per bus goed bereikbaar vanuit Osnabrück.

## Economie

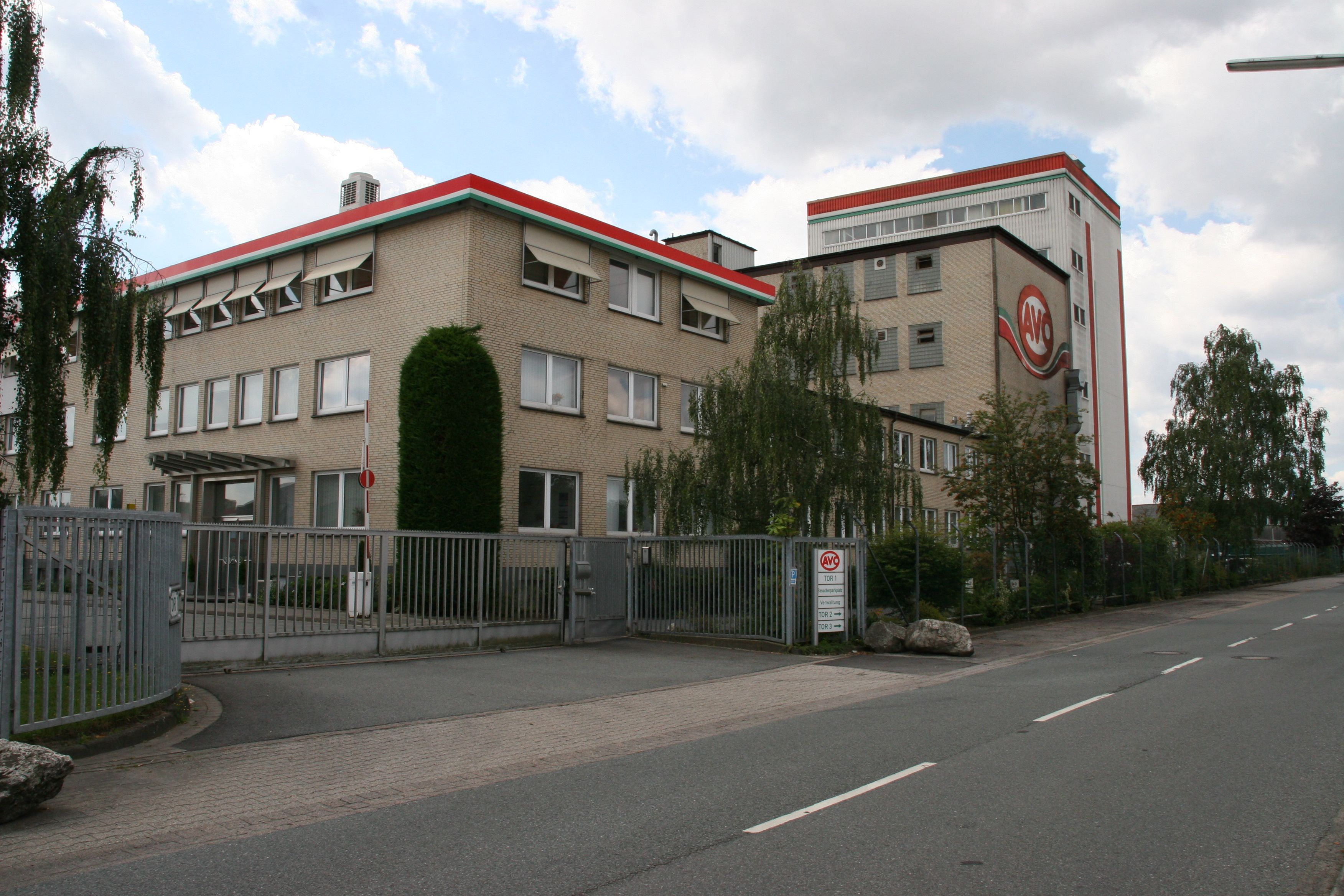
AVO-fabriek te Belm

De belangrijkste onderneming te Belm is de AVO-fabriek, waar in 2020 circa 700 mensen een werkkring hadden. Het bedrijf produceert kruidenmelanges en -sauzen en soortgelijke voedingsmiddelen. Daarnaast is er tamelijk veel midden- en kleinbedrijf van regionaal belang, o.a. een drukkerij/uitgeverij met 170 werknemers.
Belm is verder vooral een voorstadgemeente van het slechts ongeveer 7 km ten zuidwesten van het dorp Belm gelegen Osnabrück; er wonen veel mensen, die in die stad een baan of studie hebben (woonforensen).

## Geschiedenis
Belm werd in 1190 voor het eerst vermeld als het dorp "Belehem".
In 1224 veranderde de naam in Belehm en in 1483 werd het Beleham. Taalkundig bevatten beide namen de twee lettergrepen "Bel" (heuvel) en "Heim" (huis). De naam zou daarom "nederzetting op de heuvel" kunnen betekenen. In 1853 verenigden de buurtschappen zich tot de parochie Belm, welke zich in 1966 in de Samtgemeinde Belm met de gemeenten Belm, Haltern en Powe, de Samtgemeinde Icker-Vehrte en Darum-Gretesch-Lüstringen opdeelde. Deze drie intergemeentelijke samenwerkingen bestonden totdat op 1 juli 1972 de gemeente in het kader van de gemeentelijke herindeling in de huidige vorm werd gevormd. De gemeenten Powe en Belm hadden zich al vier jaar daarvoor (op 1 juli 1968) vrijwillig aaneengesloten. De Samtgemeinde Darum-Gretesch-Lüstringen werd in 1972 bij Osnabrück gevoegd.
1972 wordt daarom gezien als het jaar dat de huidige gemeente Belm ontstond.

## Bezienswaardigheden
- Vanwege enkele laatmiddeleeuwse kunstwerken in het interieur, is de uit plm. 1230 daterende, rooms-katholieke Sint-Dionysiuskerk te Belm een bezienswaardigheid.
- De oude watermolen in Belm, waarvan de geschiedenis tot de 9e eeuw teruggaat, is het culturele centrim van Belm; ook het plaatselijke streekmuseum is hier gevestigd.
- In Belm liggen de Großsteingräber bei Vehrte (Teufels Backofen en Teufels Teigtrog), onderdeel van de Straße der Megalithkultur.

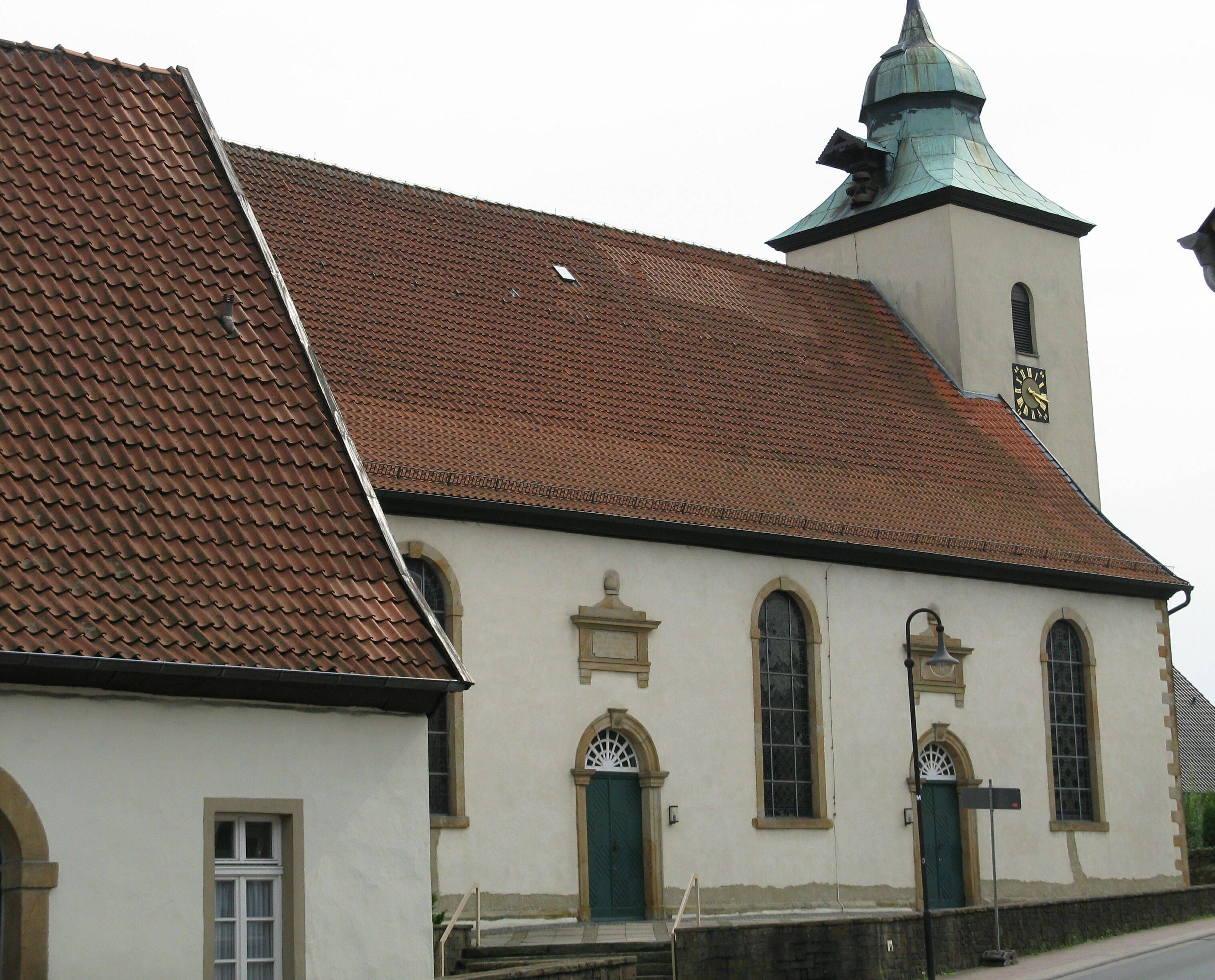
Evangelisch-lutherse Christuskirche, gebouwd tussen 1815–1819
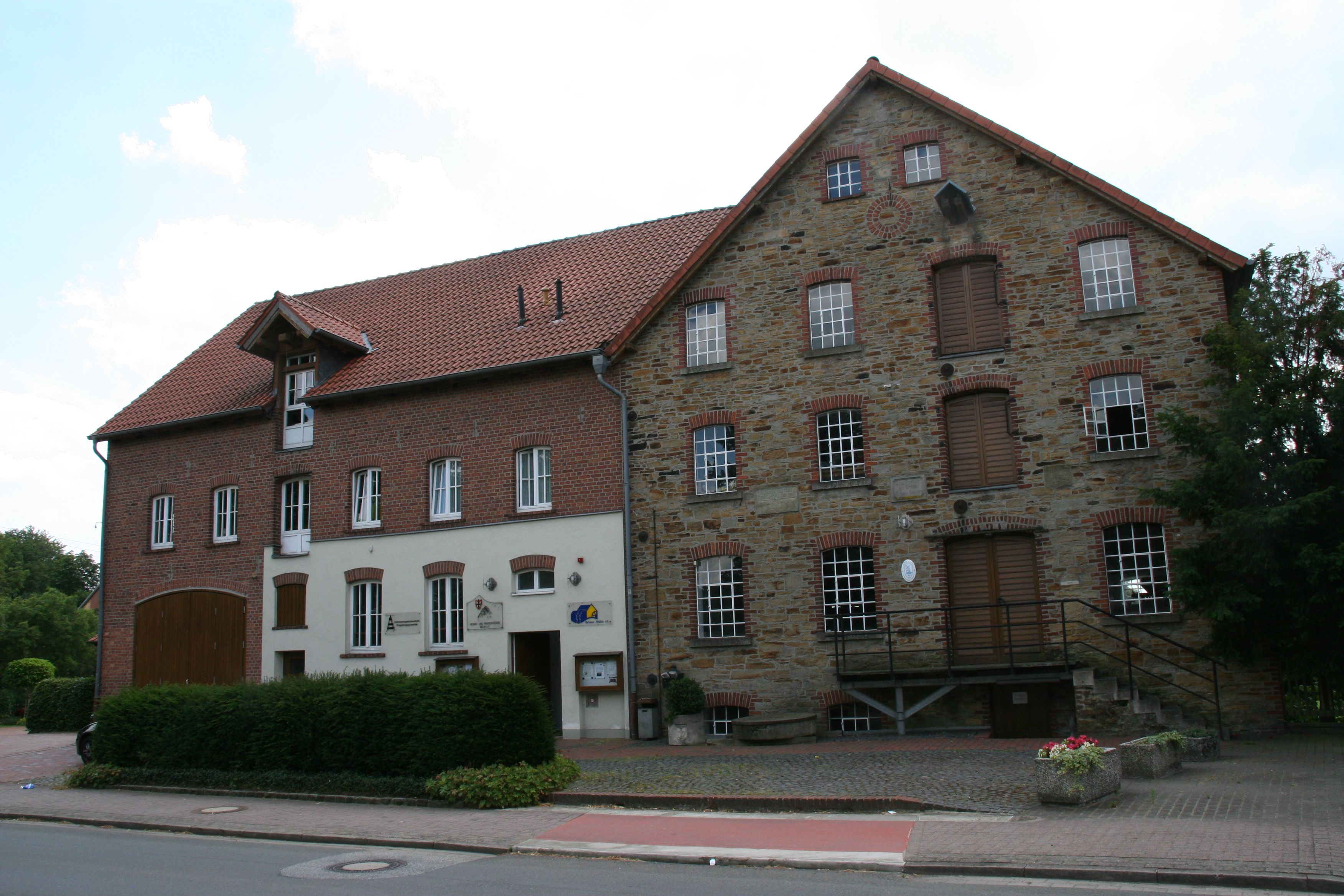
Oude watermolen aan de Tie
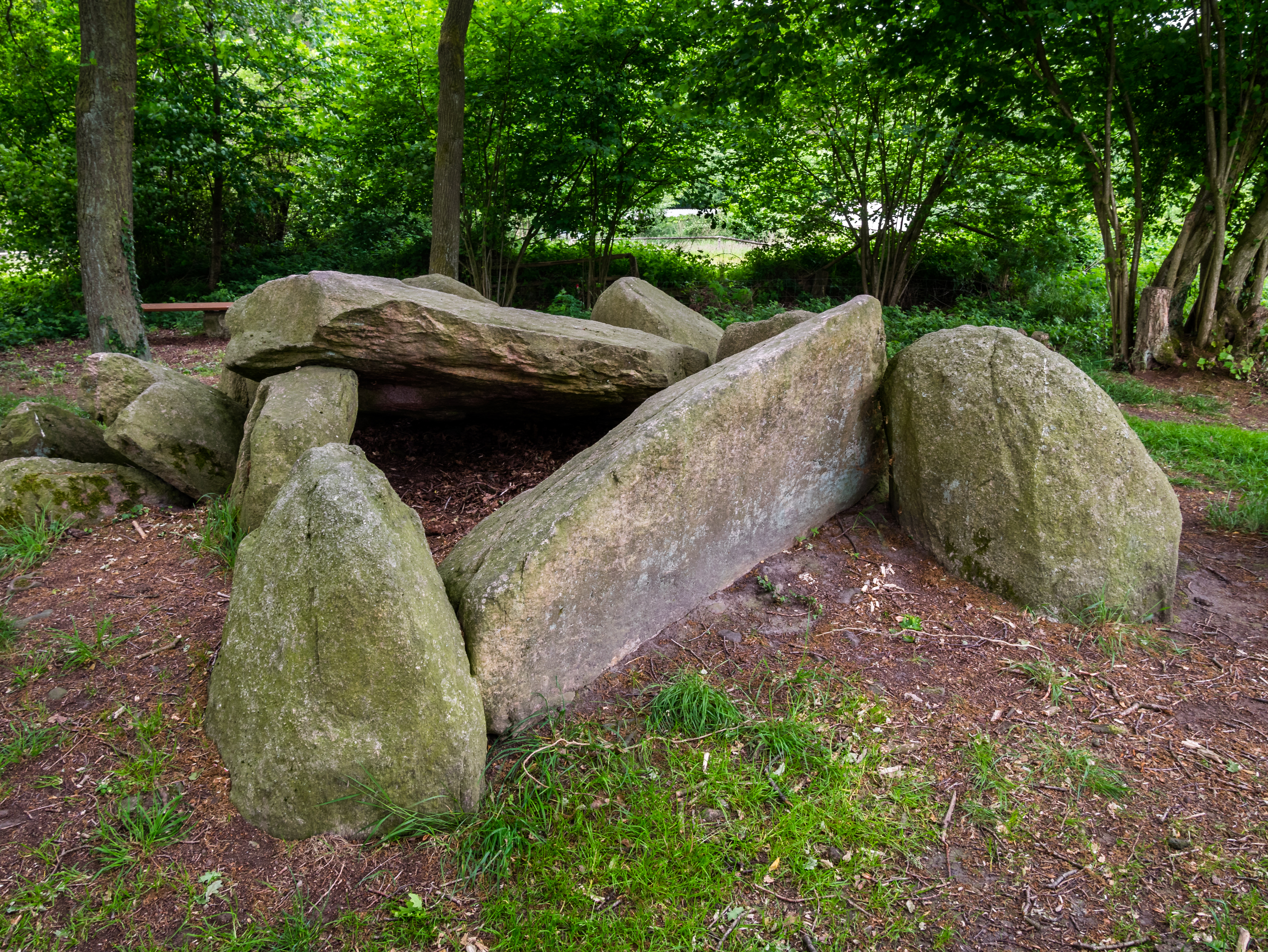
Teufels Backofen
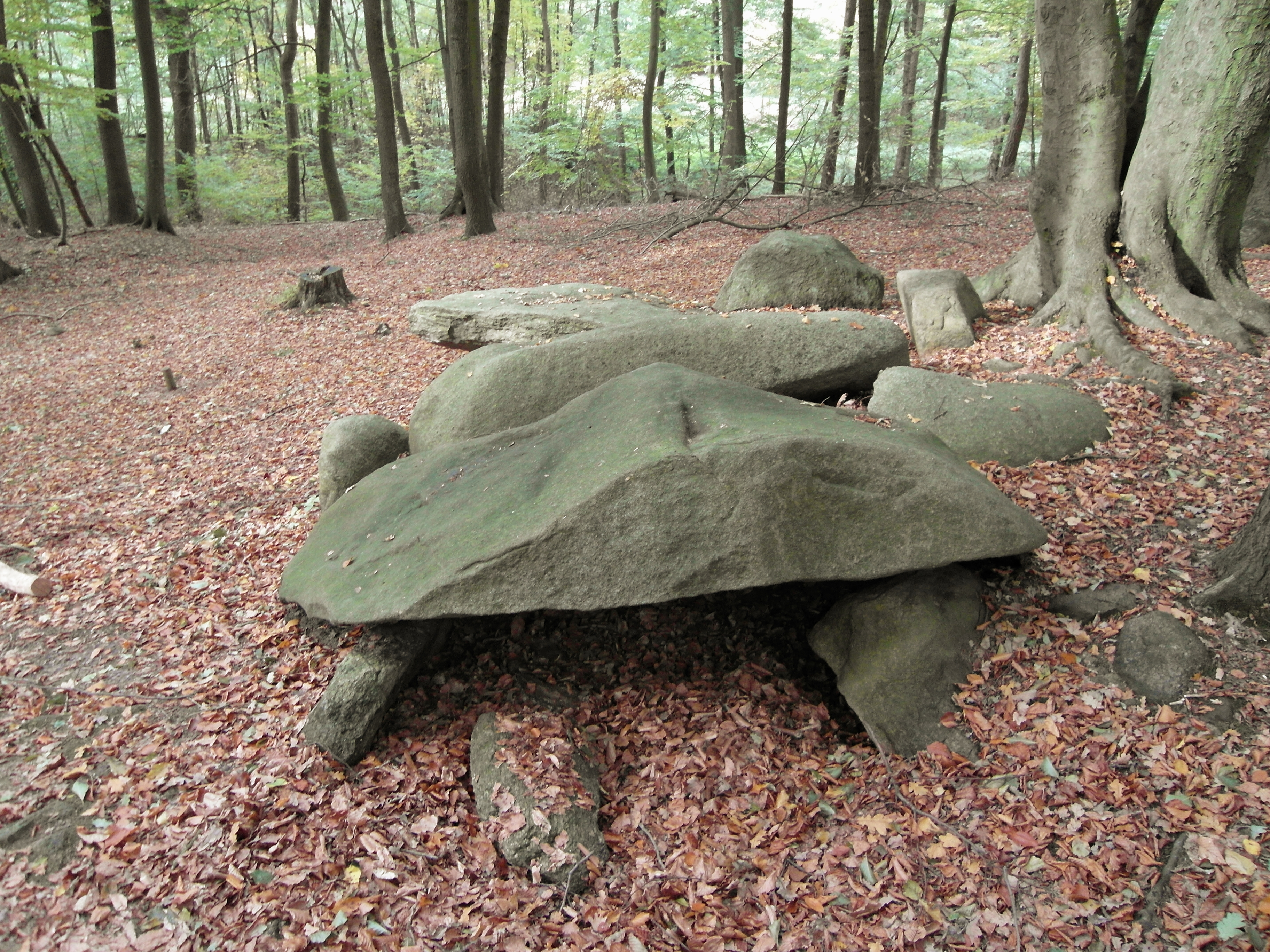
Teufels Teigtrog
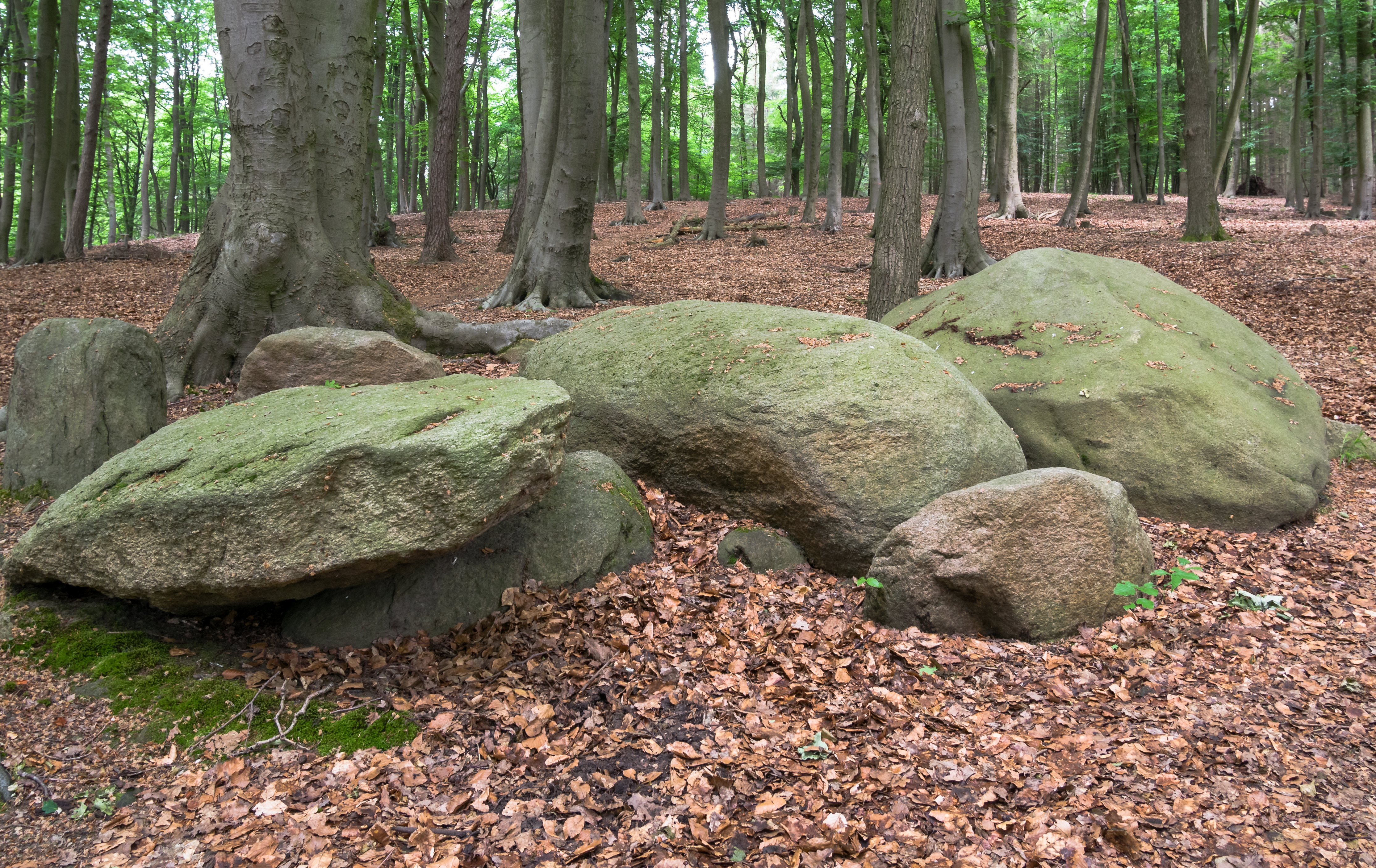
Teufels Teigtrog

## Varia
De Duitse fotograaf en kunstenaar Sascha Weidner (1974-2015) woonde en werkte in Belm en in Berlijn.

## Onderwijs
In de plaatsen Belm, Icker, Powe en Vehrte zijn basisscholen (Grundschule) gevestigd.
De Oberschule en de Volkshochschule hebben een vestiging in Belm.
Voor het overige onderwijs zijn de inwoners aangewezen op Osnabrück.